# Dépôt légal
Le dépôt légal est l'obligation légale ou l'incitation faite aux producteurs ou aux diffuseurs de déposer, dans la bibliothèque nationale du pays ou dans d'autres institutions désignées, un ou plusieurs exemplaires des documents qu'ils produisent ou diffusent. Il vise à assurer le contrôle bibliographique universel et permet l'élaboration et la diffusion de bibliographies nationales. 

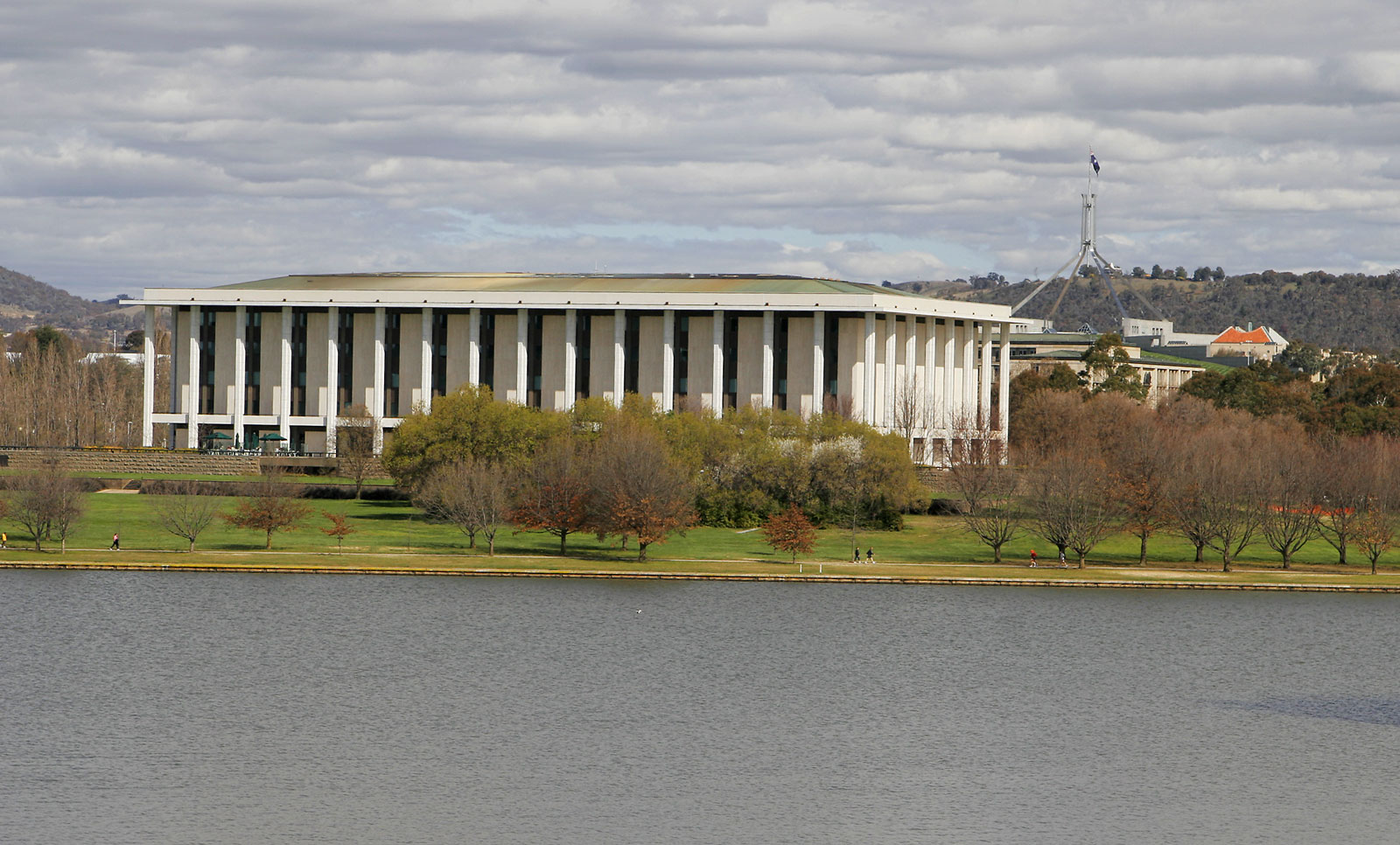
La Bibliothèque nationale d'Australie vue depuis le Lac Burley Griffin.

## Généralités

### Histoire
Historiquement, la pratique de la Bibliothèque d'Alexandrie peut s'apparenter à une forme de dépôt légal : en effet, tous les documents qui arrivaient en Égypte étaient confisqués par les employés de la bibliothèque qui les faisaient copier, conservaient l'original et redonnaient une copie.
C'est François Ier qui est considéré comme l'initiateur du dépôt légal en France, par l'ordonnance de Montpellier du 28 décembre 1537.
Plusieurs pays européens suivent le mouvement aux XVIIe et XVIIIe siècles. Le dépôt légal se répand dans les pays occidentaux au cours du XIXe siècle.
À partir de 1945, l'Unesco encourage et favorise l'organisation du dépôt légal dans le monde entier, en particulier dans les pays en développement et notamment les États ayant accédé à l'indépendance. L'Égypte institue ainsi le dépôt légal en 1947.

### Objectif
Le dépôt légal vise à assurer le contrôle bibliographique universel, selon des principes établis à la conférence de Paris organisée par l'Unesco et la Fédération internationale des associations de bibliothécaires et d'institutions (IFLA) sur les bibliographies nationales courantes.
Ils établissent que le dépôt légal relève de la responsabilité de chaque pays, mais qu'il doit répondre à certaines caractéristiques fixées sur le plan international.
Le dépôt légal a un triple but de conservation, de signalement et de communication des documents : 
- conservation à long terme de tous les documents produits, dans une perspective patrimoniale ;
- signalement des nouveaux documents dans les bibliographies nationales ;
- communication des documents signalés, soit en original, soit en reproduction, notamment par le biais du prêt entre bibliothèques.

### Droit du dépôt légal
Le dépôt légal est obligatoire dans la plupart des pays, et facultatif mais fortement encouragé dans d'autres.
Ainsi, en France, le dépôt légal n'est pas directement lié au droit d'auteur, dans la mesure où le dépôt n'est pas une démarche nécessaire pour jouir des droits : 

« L'auteur d'une œuvre de l'esprit jouit sur cette œuvre, du seul fait de sa création, d'un droit de propriété incorporelle exclusif et opposable à tous. »

— Code de la propriété intellectuelle, art. L. 111-1
Malgré tout, le dépôt légal constitue une forme de preuve d'antériorité en cas de contestation et d'accusation de plagiat.
Le dépôt légal n'est pas un dépôt au sens civil, dans la mesure où il est généralement obligatoire et où les exemplaires déposés deviennent la propriété de l'État ou de la bibliothèque.
Le fondement juridique du dépôt légal est donc une prérogative de puissance publique, au même titre que l'impôt. Dans les pays où il est obligatoire, le fait de ne pas s'y conformer est généralement considéré comme une infraction réprimée pénalement.

## Dépôt légal par pays

### Allemagne
En Allemagne, la Bibliothèque allemande à Leipzig rassemble tous les livres allemands. Depuis 1913, le dépôt était volontaire, puis rendu obligatoire depuis 1935. Par suite de la division allemande, Leipzig se retrouve en RDA, une autre Bibliothèque allemande est donc construite à Francfort-sur-le-Main en 1947, qui a rassemblé les livres allemands sur la base du volontariat. Depuis 1969, cette bibliothèque était alimentée par le gouvernement fédéral, ensuite elle a obtenu le dépôt légal obligatoire pour la RFA. Depuis la réunification, les éditeurs doivent déposer deux exemplaires : un pour Francfort-sur-le-Main et un pour Leipzig.
En outre, presque chaque Land demande un ou deux exemplaires pour sa bibliothèque régionale.

### Australie
En Australie, le Copyright Act de 1968 et les lois des États et territoires imposent le dépôt de chaque livre en un exemplaire à la Bibliothèque nationale d'Australie, un à la bibliothèque de l'État ou du territoire et, dans certains territoires, un troisième dans une bibliothèque parlementaire ou universitaire.

### Belgique
En Belgique, le dépôt légal est en vigueur depuis 1966 et se fait à la Bibliothèque royale de Belgique. Depuis 2008, toutes les nouvelles publications sont déposées en double exemplaires. Le dépôt légal s'applique aussi aux CD, DVD, clés USB, etc. soit aux « publications électroniques publiées sur supports matériels ».

### Canada
La Loi sur la Bibliothèque et les Archives du Canada est en vigueur depuis 1953. Cette loi impose à chaque éditeur de remettre gratuitement deux exemplaires de tout document publié au Canada dans les sept jours suivant la mise en circulation du document en question. Ces documents sont remis à l'administrateur général de Bibliothèque et Archives Canada. Les exemplaires remis pour le dépôt légal font partie du fonds de Bibliothèque et Archives Canada. Au fil des avancées technologiques, la loi a subi des révisions. Ainsi, bien qu'à son instauration, le dépôt légal ne s'appliquait qu'aux livres, la loi a progressivement intégré les publications en série, les enregistrements sonores, les trousses multimédias, les microformes, les enregistrements vidéo, les CD-ROM, les cartes et les publications diffusées en ligne.

#### Québec
Un dépôt légal provincial est organisé depuis 1968 selon la loi sur Bibliothèque et Archives nationales du Québec (BAnQ), dans le but de préserver le patrimoine national. Les éditeurs ont l'obligation de remettre à BAnQ tout document publié au Québec. En règle générale, pour tout document autre qu'un film, l'éditeur doit en déposer gratuitement deux exemplaires dans les sept jours suivant sa publication. Un des exemplaires est entreposé pour conservation; le deuxième est rendu accessible au public, qui peut le consulter dans un établissement désigné par BAnQ selon le type de document. Dans le cas d'un film québécois, le producteur doit en déposer un exemplaire, sans frais, dans les six mois de la présentation publique de sa version finale. En ce qui concerne les sites web et les publications numériques, le dépôt légal est fait sur une base volontaire de la part de l'éditeur.

### États-Unis
Tout livre publié ou diffusé aux États-Unis doit faire l'objet d'un dépôt en deux exemplaires auprès du bureau du Copyright (United States Copyright Office) de la Bibliothèque du Congrès. La Bibliothèque du Congrès ne garde toutefois qu'une petite moitié des quelque 22 000 documents reçus par jour, le reste étant attribué à d'autres bibliothèques du pays ou de l'étranger.
Il existe par ailleurs quelque 1 300 Federal Deposit Libraries qui conservent, depuis 1813, toutes les publications officielles fédérales.

### France

#### Historique
Le dépôt légal a été conçu en France par l'ordonnance royale du 28 décembre 1537, prise par François Ier. Supprimé sous la Révolution française au nom de la liberté, le 21 juillet 1790, il est rétabli facultativement le 19 juillet 1793 pour protéger la propriété littéraire. Réorganisé en 1810 et rendu à nouveau obligatoire pour surveiller l'imprimerie, il est encore modifié par la loi du 19 mai 1925, qui a institué un double dépôt légal, pour les imprimeurs et les éditeurs, puis étendu aux photographies, aux phonogrammes et au cinéma, le 21 juin 1943.
La dernière loi réformant profondément le dépôt légal a été votée le 20 juin 1992 : la loi no 92-546 étend son champ d'application aux documents informatiques (progiciels, systèmes experts et bases de données) ainsi qu'aux œuvres radiodiffusées et télévisées (mission assurée par l'Inathèque depuis le 1er janvier 1995).

#### Législation actuelle
Le dépôt légal sur le territoire français métropolitain et d’outre-mer est régi par le Code du patrimoine (articles L131-1 à L133-1 et R131-1 à R133-1), complété par des arrêtés de 1995, 1996, 2006 et 2014. Le Code du patrimoine est entré en vigueur le 20 février 2004.
Sont soumis au dépôt légal non seulement les livres et périodiques, mais aussi les gravures, les films, les enregistrements sonores, des émissions de radio et de télévision, et même les logiciels, les bases de données et l'Internet.
Plusieurs institutions sont chargées de collecter et de conserver le dépôt légal : 
- la Bibliothèque nationale de France ;
- le Centre national du cinéma et de l'image animée ;
- l'Institut national de l'audiovisuel ;
- les bibliothèques attributaires du dépôt légal régional, pour les seuls imprimés.

### Irlande
Le dépôt légal de la république d'Irlande, fixé par le Copyright and Related Rights Act (2000) oblige les éditeurs à déposer plusieurs exemplaires de leurs publications, destinés aux bibliothèques suivantes : 
- Bibliothèque nationale d'Irlande ;
- Bibliothèque de Trinity College ;
- Bibliothèque de l'université de Limerick ;
- Bibliothèque de Dublin City University ;
- Bibliothèques de l'Université nationale d'Irlande ;
- British Library.

L'Irlande est donc l'un des rares pays indépendants dont le dépôt légal alimente la bibliothèque nationale d'un autre pays.
En outre, les autres bibliothèques britanniques recevant le dépôt légal (voir plus bas) peuvent demander à bénéficier d'un exemplaire de telle ou telle publication, dans le délai d'un an.

### Italie
Lors de la constitution du royaume d’Italie, le dépôt légal des publications fut attribué à la Bibliothèque Nationale de Florence qui était alors la capitale de l’Italie. À la suite de la prise de Rome, la Bibliothèque centrale Victor-Emmanuel fut également chargée du dépôt légal.
Le dépôt légal est régi par la loi du 15 avril 2004 n. 106 et par le règlement qui l’a suivie et qui en a étendu l’obligation, en plus des livres, aux opuscules et aux autres documents (publications périodiques, cartes géographiques et topographiques, atlas, brochures et partitions musicales).
Outre les deux exemplaires destinés aux bibliothèques centrales, des exemplaires doivent être déposés au niveau régional. Les régions décident quelles doivent être les bibliothèques dépositaires et établissent leurs règles particulières. C’est ainsi que la bibliothèque Nationale Braidense (biblioteca nazionale Braidense), destinataire du dépôt légal avant l’unité italienne conserve ce privilège aujourd’hui encore.

### Mali
Le dépôt légal a été institué en 1985 au profit de la Bibliothèque nationale du Mali.

### Royaume-Uni

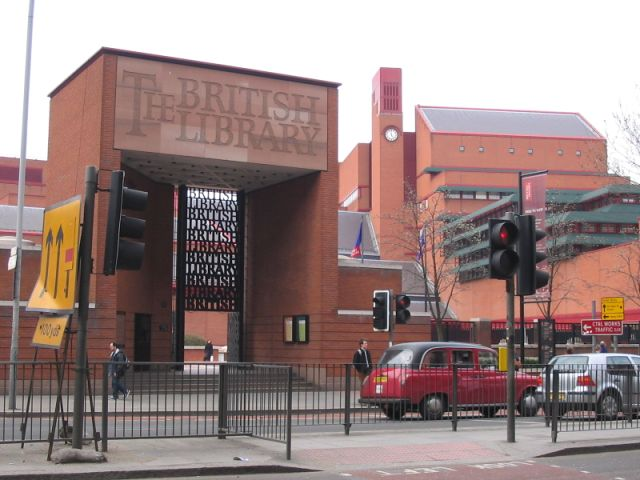
L'entrée de la British Library, dépositaire du dépôt légal pour toutes les îles Britanniques.

Longtemps régi par la Copyright Act de 1911, le dépôt légal est désormais abordé par la Legal Deposit Libraries Act de 2003. Le dépôt légal est effectué auprès de la British Library, mais, dans le délai d'un an, cinq autres bibliothèques peuvent demander à bénéficier d'un exemplaire de la publication.
Il s'agit de la Bodleian Library de l'Université d'Oxford, de la bibliothèque de l'Université de Cambridge, de la bibliothèque de Trinity College à Dublin, de la Bibliothèque nationale d'Écosse et de la Bibliothèque nationale du Pays de Galles.

### Suède
En Suède, le dépôt légal date de 1661. Des copies de tout ce qui est imprimé en Suède doivent être déposées à la bibliothèque royale (à Stockholm) , qui est la bibliothèque nationale de Suède, à la bibliothèque universitaire de Lund, à la bibliothèque universitaire de Stockholm, à la bibliothèque de l'université d'Uppsala, à la bibliothèque universitaire de Linköping, à la bibliothèque universitaire de Göteborg et à la bibliothèque universitaire d'Umeå. Parmi ces institutions, les deux premières sont dans l'obligation de toujours conserver les copies, alors que les autres sont libres de choisir.

### Suisse
La Suisse ne dispose pas de législation fédérale instituant une obligation de dépôt légal. Les cantons peuvent légiférer dans ce domaine. La Bibliothèque nationale suisse a toutefois signé des accords avec les deux associations suisses d'éditeurs : l'Association Suisse des Diffuseurs, Éditeurs et Libraires et la Schweizer Buchhändler- und Verleger-Verband (de) dont les membres s'engagent à déposer un exemplaire de leurs publications à la Bibliothèque nationale suisse .
Le Canton de Fribourg a ainsi une loi sur la protection des biens culturels.
Le Canton de Genève a également instauré le dépôt légal par la loi I 2 36. Le dépôt légal se fait à la Bibliothèque de Genève.
Dans le Canton de Vaud, la loi sur le patrimoine mobilier et immatériel (446.12) règle le dépôt légal (documents imprimés et numériques). De 1937 à 2014, la loi sur la presse (449.11) le définissait. Le dépôt légal se fait à la Bibliothèque cantonale et universitaire de Lausanne sur le site du Palais de Rumine.